# Kensi Tangis
Kensi Tangis (* 20. Januar 1990 in Luganville) ist ein vanuatuischer Fußballspieler.

## Karriere

### Verein
Im Sommer 2011 schloss er sich dem Amicale FC an und spielte dort bis Mitte 2015. Hiernach wechselte er zum Solomon Warriors FC auf die Salomonen. Anfang 2017 ging es für ihn dann auf Tahiti weiter, wo er sich der AS Central Sport anschloss. Im nächsten August kehrte er wieder zu den Solomon Warriors zurück und seit Sommer 2019 spielte er wieder zurück auf Vanuatu beim ABM Galaxy FC.

### Nationalmannschaft
Mit der vanuatuischen U23 nahm er an der Ozeanienmeisterschaft 2012 teil und erzielte bei seinen drei Einsätzen einen Treffer.
Für die A-Nationalmannschaft debütierte er dann am 13. Juli 2011 bei einer 0:2-Freundschaftsspielniederlage gegen Fidschi. Nach weiteren Freundschaftsspielen nahm er mit seiner Mannschaft auch an den Pazifikspielen 2011 teil. Im nächsten Jahr folgten Spiele in der Qualifikation für die Weltmeisterschaft 2014.
Nach gut drei Jahren Pause bekam er nach weiteren Freundschaftsspieleinsätzen im Jahr 2015 im Folgejahr auch Partien in der Qualifikation für die Weltmeisterschaft 2018. Zum Ende des Jahres 2017 nahm er mit seiner Mannschaft auch am Fußball-Turnier der Mini-Pazifikspiele 2017 an. Nach weiteren Freundschaftsspielen folgte dann auch die Teilnahme an den Pazifikspiele 2019. Nach einer weiteren Pause von gut drei Jahren und weiteren Freundschaftsspielen im Jahr 2022 und 2024 wurde er auch für den Kader seiner Mannschaft bei der Ozeanienmeisterschaft 2024 nominiert und kam in allen Spielen inklusive de Finales, welches gegen Neuseeland verloren wurde, zum Einsatz.